# Масайский жираф
Масайский жираф (лат. Giraffa camelopardalis tippelskirchi) — самый крупный подвид жирафа, что делает его самым высоким наземным животным на земле. Ареал — южная Кения, Танзания. Время отделения масайских жирафов определяется как 1,89 млн лет.

## Описание
Масайского жирафа отличают зубчатые пятна, они небольшие и тёмные, приблизительно пятиконечные. Также подвид отличается морфологией черепа и имеет генетические отличия от других подвидов.

## Таксономия
По классификации Лидеккера подвид относится к южным подвидам жирафов, а по классификации Сеймура относятся к одному из подтвержденных подвидов.
С помощью генетического анализа в 2016 году масайский жираф выделен в отдельный вид G. tippelskirchi.
Внутренняя систематика жирафов по работе Fennessy и коллег 2016 года:

|  | Масайский жираф                                                    |
|  |                                                                    |
|  | \| \| Сетчатый жираф \| \| \| \| \| \| Нубийский жираф \| \| \| \| |
|  |                                                                    |
|  | Сетчатый жираф                                                     |
|  |                                                                    |
|  | Нубийский жираф                                                    |
|  |                                                                    |

|  | Сетчатый жираф  |
|  |                 |
|  | Нубийский жираф |
|  |                 |

|  | Масайский жираф                                                    |
|  |                                                                    |
|  | \| \| Сетчатый жираф \| \| \| \| \| \| Нубийский жираф \| \| \| \| |
|  |                                                                    |
|  | Сетчатый жираф                                                     |
|  |                                                                    |
|  | Нубийский жираф                                                    |
|  |                                                                    |

|  | Сетчатый жираф  |
|  |                 |
|  | Нубийский жираф |
|  |                 |